# Tiago Felizardo
Tiago Frederico Felizardo (Lisboa, 10 de novembro de 1989) é um actor e realizador Luso-americano.

## Biografia
Ficou célebre pela sua personagem Manel Gouveia na série juvenil da TVI Morangos com Açúcar. Frequentou o Colégio Valsassina, gerido pela sua família.
Estudou na Neighborhood Playhouse em Nova Iorque.

## Vida pessoal
Casou-se em Las Vegas, Condado de Clark, Nevada, com a atriz Matilde Breyner no dia 7 de setembro de 2019..

## Carreira

### Televisão
| Ano        | Projeto                 | Papel                   | Notas                   | Canal |
| ---------- | ----------------------- | ----------------------- | ----------------------- | ----- |
| 2002- 2003 | Amanhecer               | Carlos «Carlitos»       | Elenco Principal        | TVI   |
| 2005- 2007 | Morangos com Açúcar     | Manuel Gouveia          | Elenco Principal        | TVI   |
| 2015- 2016 | Santa Bárbara           | Manuel Neves            | Elenco Principal        | TVI   |
| 2017- 2018 | Jogo Duplo              | Rafael Borges           | Elenco Principal        | TVI   |
| 2018       | Idiotas, Ponto.         | Alan                    | Participação Especial   | RTP1  |
| 2020       | O Clube (1.ª temporada) | Bernardo Paixão         | Elenco Principal (OPTO) | SIC   |
| 2021       | O Clube (2.ª temporada) | Bernardo Paixão         | Elenco Principal (OPTO) | SIC   |
| 2022- 2023 | Quero É Viver           | Rodrigo Machado Sidónio | Elenco Principal        | TVI   |
| 2025       | A Herança               | Simão Carneiro          | Elenco Principal        | SIC   |

### Cinema
| Ano  | Filme      | Papel         | Notas          |
| ---- | ---------- | ------------- | -------------- |
| 2013 | Supervised | Operador 15   | Curta-metragem |
| 2014 | Pink Zone  | Vince         |                |
| 2020 | Dusty Road | Husband       |                |
| 2021 | O Ídolo    | Augusto Sotto |                |

### Dobragens
- Interpretou a personagem Linguini na versão dobrada do filme Ratatouille.
- Interpretou a personagem Eddie Brock Jr. na versão dobrada do filme Homem-Aranha 3.

## Prémios
- Recipiente do Prémio Áquila 2016 na categoria de melhor ator secundário em Santa Bárbara.